# Anyphops kraussii
Anyphops kraussii is een spinnensoort uit de familie van de Selenopidae.
De wetenschappelijke naam van de soort werd in 1898 als Selenops kraussii gepubliceerd door Reginald Innes Pocock.